# 西伯町
西伯町（さいはくちょう）は、鳥取県の西部にあった町である。島根県と境を接していた。
2004年（平成16年）10月1日に合併により南部町となり、町役場は南部町役場法勝寺庁舎となっている。

## 歴史
- 1955年（昭和30年）3月30日 - 天津村・大国村・法勝寺村・上長田村・東長田村が合併して西伯町が発足。
- 2004年（平成16年）10月1日 - 会見町と合併して南部町が発足[1]。同日西伯町廃止。

## 地域

### 教育
- 西伯町立西伯小学校
  - 大木屋分校
- 西伯町立法勝寺中学校

現在は各校とも南部町立

## 交通

### 鉄道
現在は、町内を通る鉄道路線は無い。

#### 廃止された鉄道路線
- 日ノ丸自動車法勝寺電鉄線（1967年廃止）

### 道路
- 町内を通る高速道路はない。
- 町内を通る一般国道：国道180号
- 町内を通る県道:
  - 鳥取県道・島根県道1号溝口伯太線
  - 鳥取県道35号西伯根雨線
  - 鳥取県道・島根県道104号西伯伯太線
  - 鳥取県道160号福頼市山伯耆大山停車場線
  - 鳥取県道244号福成戸上米子線（現：鳥取県道244号境車尾線・南部町道3352号福成境線）
  - 鳥取県道254号清水川福成線（合併後の2014年に廃止。現：南部町道3351号清水川福成線）

## 名所・旧跡・観光スポット・祭事・催事
- 法勝寺城址
- 一式飾り（4月、法勝寺地区）
- さくらまつり、法勝寺川沿い桜並木
- 緑水湖（賀祥ダム）